# Ellipteroides (Protogonomyia) ida
Ellipteroides (Protogonomyia) ida is een tweevleugelige uit de familie steltmuggen (Limoniidae). De soort komt voor in het Palearctisch gebied.